# M.P.G.
M.P.G. è il nono album in studio del cantante statunitense Marvin Gaye, pubblicato nel 1969.

## Tracce
1. Too Busy Thinking About My Baby – 2:56 (Janie Bradford, Norman Whitfield, Barrett Strong)
2. This Magic Moment – 2:44 (Doc Pomus, Mort Shuman)
3. That's the Way Love Is – 3:35 (Strong, Whitfield)
4. The End of Our Road – 2:47 (Rodger Penzabene, Strong, Whitfield)
5. Seek and You Shall Find – 3:40 (Ivy Jo Hunter, William "Mickey" Stevenson)
6. Memories – 2:47 (Lawrence Brown, Gaye, Anna Gordy, Allen Story)
7. Only a Lonely Man Would Know – 3:02 (Hunter, Beatrice Verdi)
8. It's a Bitter Pill to Swallow – 3:15 (Warren Moore, Smokey Robinson)
9. More Than a Heart Can Stand – 2:57 (Hunter, Stevenson)
10. Try My True Love – 3:00 (Henry Cosby, James Dean, Stevie Wonder)
11. I Got to Get to California – 2:53 (Shena DeMell, Hunter)
12. It Don't Take Much to Keep Me – 2:39 (Holland-Dozier-Holland)

## Formazione
- Marvin Gaye – voce
- The Andantes – cori
- The Funk Brothers – strumenti vari